# أندرو رايلي
أندرو رايلي (بالإنجليزية: Andrew Riley) هو واثب حواجز ‏ جامايكي، ولد في 6 سبتمبر 1988 في أبرشية سانت توماس ‏ في جامايكا.

## وصلات خارجية
- أندرو رايلي على موقع الاتحاد الدولي لألعاب القوى (الإنجليزية)
- أندرو رايلي على موقع الدوري الماسي (الإنجليزية)
- أندرو رايلي على موقع TFRRS.org (الإنجليزية)
- أندرو رايلي على موقع اللجنة الأولمبية الدولية (الإنجليزية)
- أندرو رايلي على موقع أوليمبيديا (الإنجليزية)
- أندرو رايلي على موقع اتحاد ألعاب الكومنولث (مؤرشف) (الإنجليزية)